# Biantes parvulus
Biantes parvulus (лат.) — вид паукообразных из семейства Biantidae отряда сенокосцев.
Известен из лесов на островах Маэ и Силуэт Сейшельского архипелага, единичная находка в 1908 году была на острове Праслен. Обитает в листовой подстилке.
МСОП присвоил таксону охранный статус «Виды на грани исчезновения» (CR), но, несмотря на многочисленные поиски, последний раз он наблюдался в 1972 году, поэтому возможно вид вымер. Опасность для Biantes parvulus заключается в уменьшение среды обитания из-за инвазивных видов растений, особенно корицы (Cinnamomum verum).